# Padogobius bonelli
Padogobius bonelli là một loài cá thuộc họ Gobiidae. Nó được tìm thấy ở Croatia, Ý, Slovenia, and Thụy Sĩ.
Môi trường sống tự nhiên của nó là các con sông. Nó bị đe dọa do mất môi trường sống.

## Hình ảnh

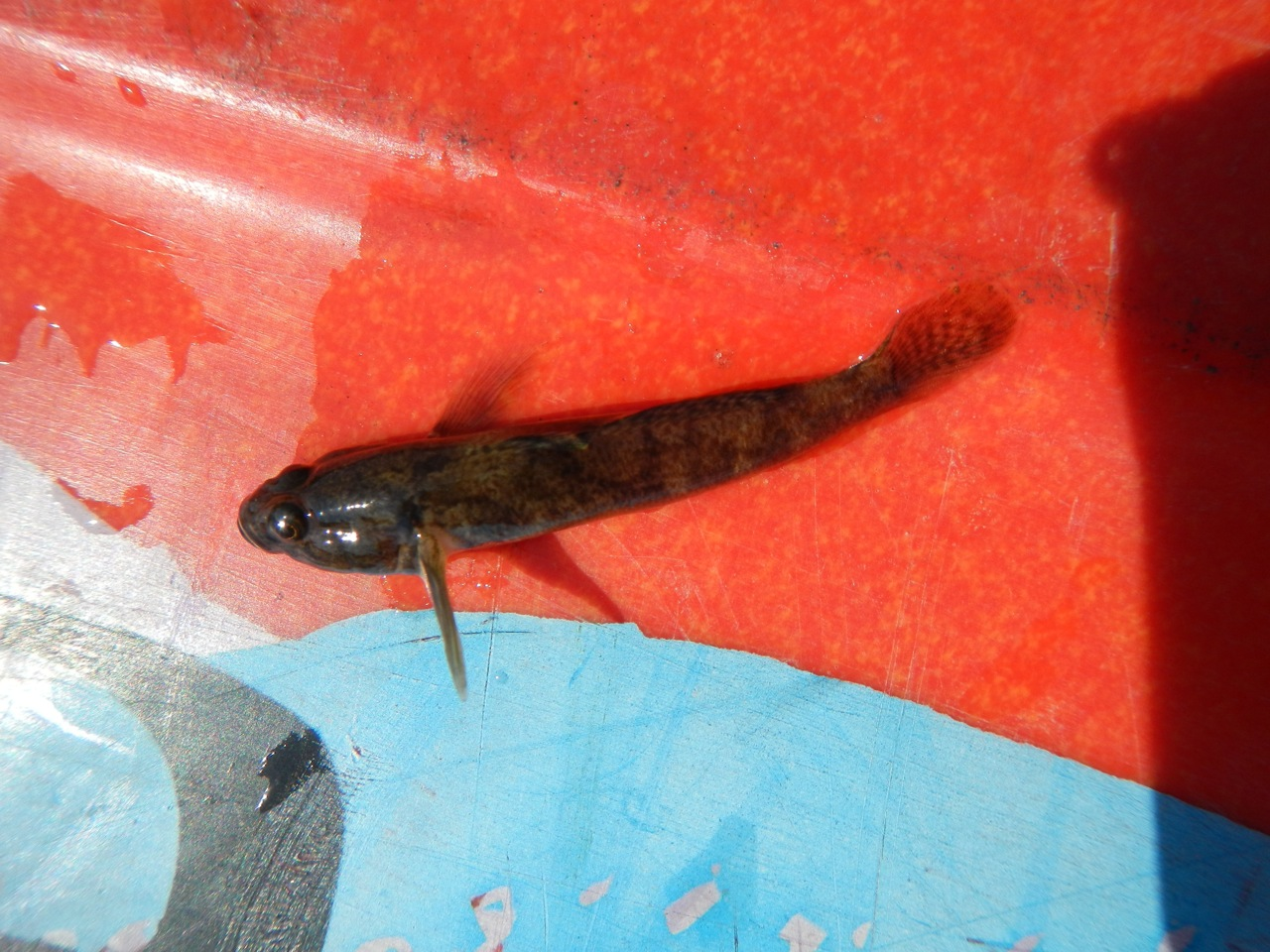